# Электрическое общество южной России
Электрическое общество южной России — дореволюционная российско-бельгийская  компания. Полное наименование — Анонимное общество под наименованием «Электрическое общество южной России» (Compagnie d’electricite midi de la Russie). Компания осуществляла свои действия в Ростове-на-Дону, местопребыванием Правления АО был определен г. Брюссель.

## История
Компания, стоявшая у истоков электрификации главного города Области Войска Донского, была основана в 1895 г. Как и в большинстве подобных акционерных обществ, осуществлявших свои действия в крупных городах Российской империи в сфере электроэнергетики на рубеже XIX—XX в., иностранными участниками совместного предприятия были представители королевства Бельгия; крупнейшим российским акционером являлось «Центральное электрическое общество в Москве».
Как явствует из Высочайше утвержденных 5 июля 1902 г. Условий деятельности компании в России:

 Бельгийское акционерное Общество […] открывает действия в Империи по устройству и эксплуатации в городе Ростове-на-Дону, на основании заключенного 10 августа 1895 г. Ростовскою-на-Дону Городскою Управою с торговым домом «Н. Феттер и Е. Гинкель» контракта, электрических станций с целью снабжения электрическою энергией для освещения, приведения в действие электрических двигателей и других надобностей.
Изначально энергетическое предприятие Бельгийского АО являлось электростанцией постоянного тока и работала на дорогом привозном английском угле. Сама электростанция, национализированная большевиками после установления советской власти, занимала часть территории городского сада по нечетной стороне Николаевского проспекта (c советского времени —  проспекта Семашко).